# سانت رينان
سانت رينان هي بلدية فرنسية تقع في بروتاني شمال غرب فرنسا.